# Luigi Mignacco
Luigi Mignacco (Genova, 27 giugno 1960) è un fumettista e sceneggiatore italiano.

## Biografia
Luigi Mignacco, nato a Genova nel 1960, vive e cresce a Cabella Ligure, in provincia di Alessandria.
Dal 1981, comincia a collaborare con il settimanale Lanciostory, mentre l'anno dopo passa nello staff di Topolino, dove contribuisce per tre anni.
Nel 1983, firma Il Detective Senza Nome, pubblicato dalla rivista Orient Express. 
Nel 1986 entra nello staff della Sergio Bonelli Editore, ove scrive tuttora per ben quattro serie: Martin Mystère, Dylan Dog, Dampyr e Zagor, oltre ad aver collaborato a Nick Raider. Tuttavia, il suo contributo più importante è stato nella serie di Mister No, ove ha esordito nel 1987 per permettere al creatore della serie Sergio Bonelli di dedicarsi interamente al proprio ruolo di editore. Ne è stato lo sceneggiatore principale fino al 1996, anno nel quale è stato affiancato da Michele Masiero, che diventerà il curatore della serie e scriverà con lui la maggior parte delle storie fino al 2009. Per la collana Zona X crea invece la serie Robinson Hart.
Durante la sua carriera collabora con settimanale Il Giornalino, scrivendo tra l'altro un serial di fantascienza intitolato Due cuori e un'astronave, disegnato da Roberto Rinaldi. Successivamente, firma alcune storie per Intrepido, e realizza per Comic Art il fumetto Pam & Peter, assieme a Sergio Zaniboni. Nel 1990, scrive per la rivista L'Eternauta il serial Corsaro.

## Opere

### Topolino
- Luigi Mignacco (testi), Alberico Motta, Lino Gorlero (disegni); Topolino e il ritorno di Re Sorcio, in Topolino n. 1504, Arnoldo Mondadori Editore, 23 settembre 1984.
- Luigi Mignacco (testi), Massimo De Vita (disegni); Pippo e l'ultimo viaggio di Babbo Natale, in Topolino n. 1569, Arnoldo Mondadori Editore, 22 dicembre 1985.

### Dylan Dog
- Luigi Mignacco (testi), Giancarlo Alessandrini (disegni); L'odio non muore mai, in Dylan Dog n. 324, Sergio Bonelli Editore, settembre 2014.